# Tények tárháza
A Tények tárháza, alcímén Nagyító alatt az egész világ egy magyar nyelven is megjelent enciklopédia, amely Jonathan Bastable szerkesztésében készült.
A Reader's Digest Kiadó Kft. kiadásában 2003-ban megjelent munka mintegy 640 oldalon dolgozza fel az emberi kultúra és tudományok területeit. A nagy alakú, színes képekkel és táblázatokkal gazdagon illusztrált kötet fő részei az alábbiakː
- A világegyetem és bolygóink – csillagászat, természetföldrajz
- Élet a Földön – biológia
- Az emberi test – biológia
- Az emberiség történelme – történelem
- Népek és nemzetek – társadalomföldrajz
- Kultúra és szórakozás – nyelvészet, írások, vallás, művészet, sport
- A világgazdaság – a gazdasági rendszerek
- Tudomány és találmányok – matematika, fizika, kémia, régészet, számítástechnika, orvostudomány
- Kisenciklopédia – összefoglaló listák (Nemzetközi filmművészeti és zenei díjak, Rangos nemzetközi díjak, Ábécék, Jelek és kódok, Naptárak és ünnepek, Az éjszakai égbolt, Jelek és csodák, Uralkodók és vezetők, Mértékegységek, Hőmérsékleti skálák, Időzónák)